# Ralph Lüderitz
Ralph Lüderitz (* 10. Februar 1950 in Weißenfels; † 12. Mai 2017) war ein deutscher Eisenbahnfotograf und Autor.

## Bücher
- Lokomotiv-Archiv Preußen, Bände 1 bis 4, Transpress Verlag,  Berlin 1990/91 (als Koautor)
- Die Halle-Hettstedter Eisenbahn, EK-Verlag, Freiburg/Breisgau 1996 (als Koautor)
- Werkbahnen in der DDR, EK-Verlag, Freiburg im Breisgau 1997 (als Herausgeber)
- Wechselstromzugbetrieb in Deutschland, Bände 1 bis 3, Oldenbourg Industrieverlag, München 2010–2013 (als Koautor)
- Eisenbahnknoten Halle, Verlag Neddermeyer, Berlin 2013 (als Koautor)